# 市民中心駅 (無錫市)
市民中心駅（しみんちゅうしんえき、中文表記: 市民中心站）は中華人民共和国江蘇省無錫市浜湖区に位置する無錫地下鉄1号線及び4号線の駅。

## 沿革
- 2014年7月1日：1号線の駅として開業[1]。
- 2021年12月17日：4号線の開業により乗換駅となる[2]。

## 駅周辺
- 無錫市民中心（中国語版）
- 尚賢河湿地公園
- 国聯金融大廈

## 隣の駅
無錫地下鉄
■1号線
金匱公園駅 - 市民中心駅 - 文化宮駅
■4号線
周新苑駅 - 市民中心駅 - 呉都路駅